# Lavavajillas

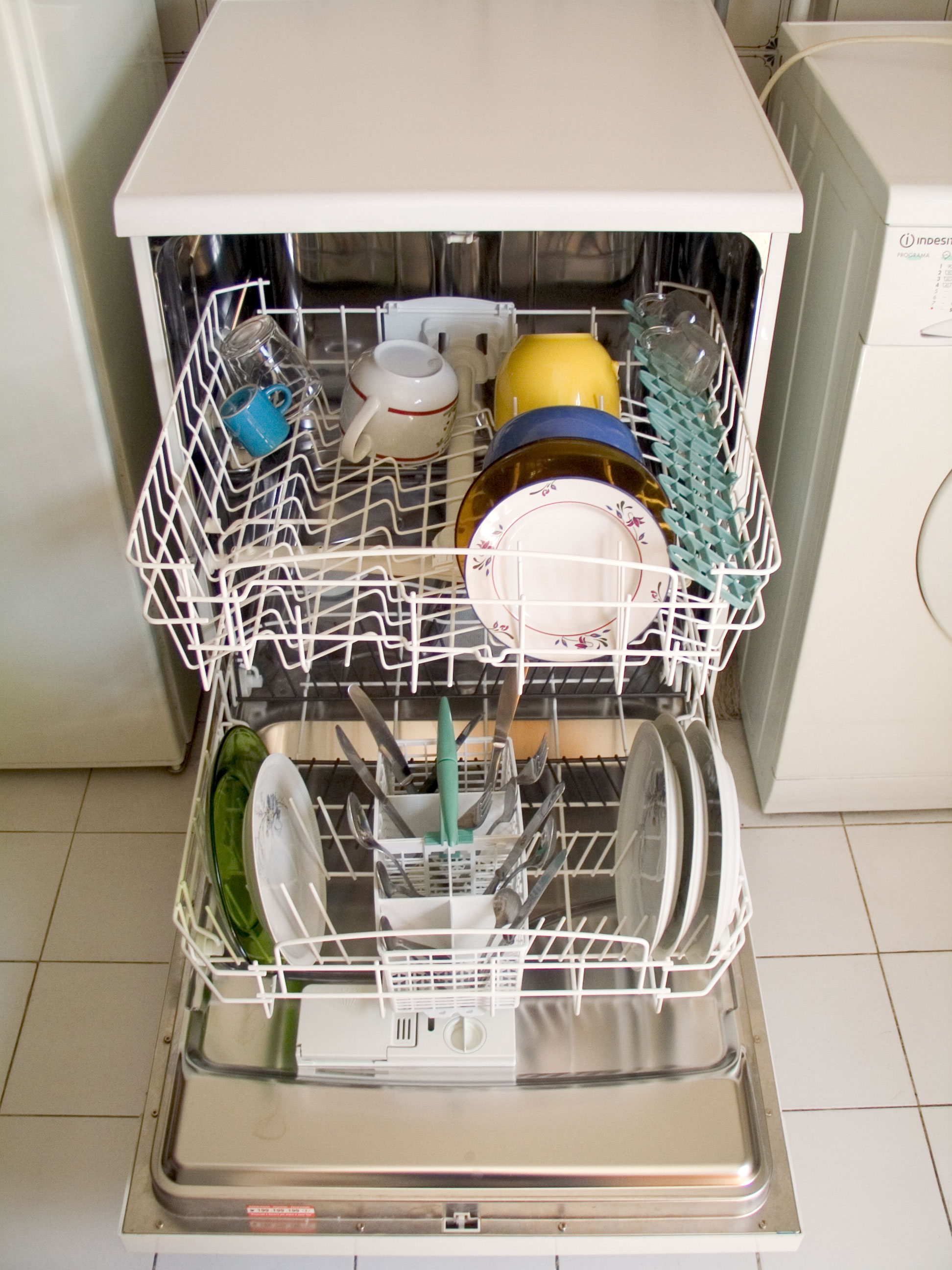
Lavavajillas.

El lavavajillas, lavaplatos o lavatrastes es un aparato electromecánico cuyo fin es el de limpiar los restos de comida de la vajilla, cubertería, cristalería y demás utensilios de cocina. Se encuentran sobre todo en restaurantes y en domicilios particulares.
Una mezcla de agua y detergente para lavavajillas se bombea a uno o varios rociadores giratorios, limpiando la vajilla con la mezcla de limpieza. La mezcla se recircula para ahorrar agua y energía. A menudo hay un preaclarado, que puede o no incluir detergente, y el agua se drena. A continuación se realiza el lavado principal con agua fresca y detergente. Una vez finalizado el lavado, se vacía el agua, entra más agua caliente en la bañera mediante una electroválvula electromecánica, y comienza el ciclo o ciclos de aclarado. Una vez finalizado el proceso de aclarado, se vuelve a vaciar el agua y se seca la vajilla mediante uno de los distintos métodos de secado. Normalmente, se utiliza un agente de aclarado, un producto químico que reduce la tensión superficial del agua, para reducir las manchas de agua provocadas por el agua dura u otros motivos.
Además de las unidades domésticas, existen lavavajillas industriales para su uso en establecimientos comerciales como hoteles y restaurantes, en los que hay que lavar mucha vajilla. El lavado se realiza con temperaturas de 65-71 °C (149-159,8 °F) y la higienización se consigue mediante el uso de un calentador de refuerzo que proporcionará una temperatura de enjuague final (82 °C (179,6 °F)) o mediante el uso de un desinfectante químico.

## Principio de funcionamiento
Los lavavajillas utilizan la circulación de agua a una alta temperatura (50-70 grados Celsius) y detergentes muy fuertes (la mayoría, demasiado alcalinos para exponerlos a la piel) para conseguir este efecto de limpieza. El lavavajillas es un aparato que proyecta agua sobre la vajilla, ya sea agua con detergente, al principio, o pura al final para aclarar. Muchos tienen también producción de calor para secar los utensilios después de lavados. Además, al final del ciclo de lavado, añaden un producto llamado abrillantador, que evita que los utensilios, en particular copas y vasos de vidrio, queden con manchas al terminar el lavado, especialmente cuando se trata de aguas duras (con alto contenido en sales disueltas). Hay que tener cuidado con este producto, pues es un antiespumante y no debe usarse con vasos o copas que vayan a contener líquidos con espuma, muy señaladamente copas de cava o champagne y, en menor medida, vasos para cerveza.
El lavavajillas cuenta con una o más bandejas deslizantes en las que se coloca la vajilla. Fabricadas en plástico o metal, suelen estar diseñadas para introducir el mayor número de elementos: los platos apoyados en soportes verticales, los vasos en una cubeta, etc. También cuentan con un filtro que retiene los restos más gruesos y debe ser limpiado periódicamente. En los modelos más nuevos, se sustituye este filtro por una trituradora, por la cual se hace pasar el agua, de manera que se eliminan los restos de comida sin necesidad de tener que limpiar un filtro.
Hay en el mercado aparatos con doble toma de agua, para fría y para caliente (lavavajillas bitérmicos), el programador toma de una u otra según sea necesario. La ventaja es que los ciclos de lavado son más cortos, puesto que no es necesario el tiempo de calentamiento o, al menos, es más corto. Si el calentamiento del agua doméstica se hace con una energía distinta de la electricidad, además es más barato, y todavía más cuando el agua se calienta por medio del sol.

## Historia
Las primeras noticias de un aparato mecánico para lavar platos son de una patente de 1850 de Joel Houghton para un aparato accionado manualmente.
Los lavavajillas modernos proceden del invento de 1886 de Josephine Cochrane, también manual, que presentó en la Exposición Mundial Colombina de Chicago de 1893. Josephine era bastante rica y era la nieta de John Fitch, el inventor del barco de vapor. Ella nunca lavaba los platos pero lo inventó para que su servicio no dañara su vajilla de porcelana china. 
Los modelos empalmados permanentemente a una instalación de suministro de agua llegaron en los años 1920 y los elementos de secado fueron agregados en 1940. La adopción del electrodoméstico se hizo primero en establecimientos —bares y restaurantes— pero a partir de los años 1970 se popularizó también en los hogares.

## Diseño

### Tamaño y capacidad

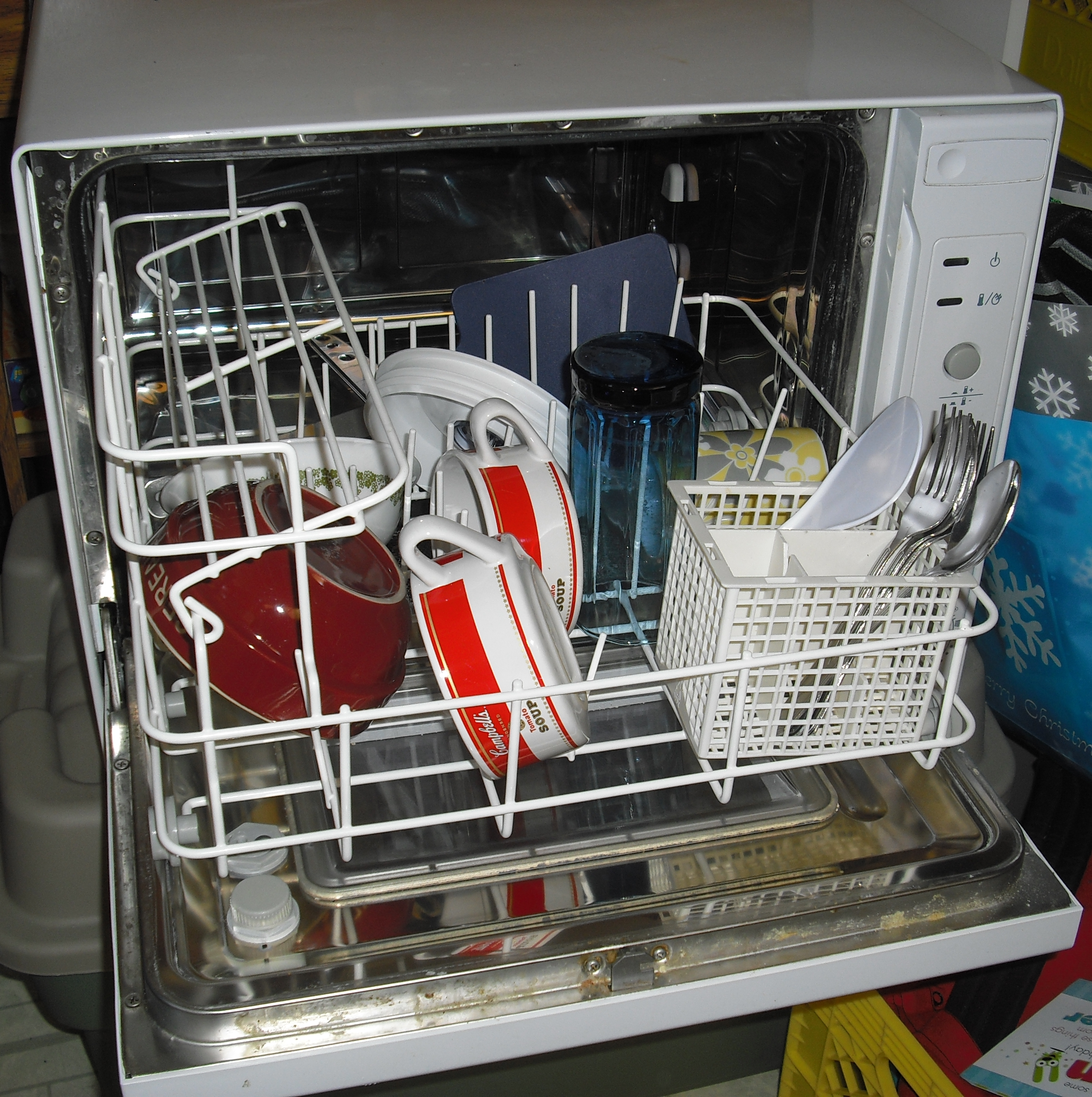
Lavavavajillas de mostrador estadounidense

Los lavavajillas que se instalan en gabinetes de cocina estándar tienen una anchura y profundidad estándar de 60 cm (Europa) o 24 pulgadas (61,0 cm) (EE. UU.), y la mayoría de los lavavajillas deben instalarse en un hueco de un mínimo de 86 cm (Europa) o 34 pulgadas (86,4 cm) (EE. UU.) de altura. Los lavavajillas portátiles existen en 45 y 60 cm (Europa) o 18 y 24 pulgadas (45,7 y 61,0 cm) (EE. UU.), con ruedas y encimeras acopladas. También hay lavavajillas disponibles en tamaños según la norma europea gastronorm. Los lavavajillas pueden venir en diseños de cuba estándar o alta; los lavavajillas de cuba estándar tienen una placa de servicio debajo de la puerta del lavavajillas que permite un mantenimiento e instalación más sencillos, pero los lavavajillas de cuba alta tienen aproximadamente un 20% más de capacidad y una mejor amortiguación del sonido al tener una puerta frontal continua.
El estándar internacional para la capacidad de un lavavajillas se expresa en cubiertos estándar. Los lavavajillas comerciales se clasifican como platos por hora. La clasificación se basa en platos de tamaño estándar del mismo tamaño. Lo mismo puede decirse de los lavavasos comerciales, ya que se basan en vasos estándar, normalmente de una pinta.

### Disposición
Las máquinas actuales cuentan con una puerta de panel frontal abatible que permite acceder al interior, que suele contener dos o a veces tres cestas extraíbles; las cestas también pueden denominarse «cestos». En los modelos estadounidenses más antiguos de la década de 1950, toda la cubeta se desplegaba al abrir el pestillo de la máquina, y la carga y la extracción de los artículos lavables se realizaba desde la parte superior, con lo que el usuario tenía que introducirse en el compartimento para coger algunos artículos. Youngstown Kitchens, que fabricaba armarios de cocina y fregaderos completos, ofrecía un lavavajillas de tipo bañera, que se acoplaba a un fregadero de cocina convencional como una unidad. La mayoría de las máquinas actuales permiten colocar la vajilla, los cubiertos, los objetos altos y los utensilios de cocina en la rejilla inferior, mientras que la cristalería, las tazas y los platillos se colocan en la rejilla superior. Una excepción notable fueron los lavavajillas fabricados por Maytag Corporation desde finales de los años sesenta hasta principios de los noventa. Estas máquinas estaban diseñadas para cargar la cristalería, las tazas y los platillos en la rejilla inferior, mientras que los platos, la cubertería y los artículos altos se colocaban en la rejilla superior. Este diseño único permitía una mayor capacidad y más flexibilidad en la carga de platos y ollas. Hoy en día, los modelos de «cajón para platos» eliminan el inconveniente del largo alcance que era necesario con los antiguos modelos de profundidad total. También son comunes las «cestas para cubiertos». Un lavavajillas de cajones, introducido por primera vez por Fisher & Paykel en 1997, es una variante del lavavajillas en la que las cestas se deslizan hacia fuera con la puerta de la misma manera que un archivador de cajones, pudiendo funcionar cada cajón en un modelo de doble cajón independientemente del otro.
El interior de un lavavajillas en el mercado estadounidense es de acero inoxidable o de plástico. La mayoría son de cuerpo de acero inoxidable y bastidores de plástico. Las cubetas de acero inoxidable resisten el agua dura, y conservan el calor para secar la vajilla más rápidamente. También tienen un precio superior. Los lavavajillas pueden comprarse por más de 1.500 dólares, pero también hay lavavajillas de sobremesa por menos de 300 dólares. Los modelos más antiguos utilizaban cubetas de esmalte horneadas, mientras que algunos utilizaban un revestimiento de vinilo adherido a una cubeta de acero, que protegía la cubeta de los alimentos ácidos y proporcionaba cierta atenuación del sonido. Los lavavajillas fabricados en Europa tienen un interior de acero inoxidable de serie, incluso en los modelos de gama baja. Lo mismo ocurre con el descalcificador incorporado.

### Elementos de lavado
Los lavavajillas europeos utilizan casi universalmente dos o tres rociadores que se alimentan desde la parte inferior y la pared trasera del lavavajillas dejando las dos rejillas sin obstáculos y también estos modelos tienden a utilizar calentadores de agua en línea, eliminando la necesidad de elementos expuestos en la base de la máquina que pueden derretir los artículos de plástico cerca de ellos. Muchos lavavajillas norteamericanos tienden a utilizar elementos expuestos en la base del lavavajillas. Algunas máquinas norteamericanas, principalmente las diseñadas por General Electric, utilizan un tubo de lavado, a menudo llamado torre de lavado, para dirigir el agua desde la base del lavavajillas hasta el estante superior. Algunos lavavajillas, incluyendo muchos modelos de Whirlpool y KitchenAid, utilizan un tubo unido a la rejilla superior que se conecta a una fuente de agua en la parte posterior del lavavajillas y dirige el agua a un segundo rociador de lavado debajo de la rejilla superior, esto permite el uso completo de la rejilla inferior. Los lavavajillas Frigidaire de último modelo lanzan un chorro de agua desde la parte superior del lavavajillas hacia el rociador de lavado superior, permitiendo de nuevo el uso completo de la rejilla inferior (pero requiriendo que se mantenga libre un pequeño embudo en la rejilla superior).

### Características
Los lavavajillas norteamericanos de gama media y alta suelen venir con unidades de eliminación de alimentos duros, que se comportan como unidades de eliminación de residuos en miniatura que eliminan los trozos grandes de residuos de alimentos del agua de lavado. Un fabricante conocido por omitir los trituradores de alimentos duros es Bosch, una marca alemana; sin embargo, Bosch lo hace para reducir el ruido. Si se eliminan los restos de comida más grandes antes de meterlos en el lavavajillas, no es necesario el preaclarado, incluso si no hay unidades de eliminación de residuos integradas.
Muchos lavavajillas nuevos disponen de ciclos de lavado controlados por microprocesador y asistidos por sensor que ajustan la duración del lavado al número de platos sucios (detectados por los cambios en la temperatura del agua) o a la cantidad de suciedad en el agua de aclarado (detectada química u ópticamente). Esto puede ahorrar agua y energía si el usuario realiza una carga parcial. En estos lavavajillas el reloj electromecánico utilizado a menudo para controlar el ciclo de lavado se sustituye por un microprocesador, pero la mayoría de los sensores y válvulas siguen siendo necesarios. Sin embargo, los presostatos (algunos lavavajillas utilizan un presostato y un caudalímetro) no son necesarios en la mayoría de los lavavajillas controlados por microprocesador, ya que utilizan el motor y, a veces, un sensor de posición rotativa para detectar la resistencia del agua; cuando detecta que no hay cavitación sabe que tiene la cantidad óptima de agua. Una interruptor bimetálico abre la puerta del detergente durante el ciclo de lavado.
Algunos lavavajillas incluyen una función de bloqueo para niños para evitar que éstos inicien o detengan accidentalmente el ciclo de lavado. A veces se puede incluir un bloqueo para niños para evitar que los niños pequeños abran la puerta durante un ciclo de lavado. Así se evitan accidentes con el agua caliente y los detergentes fuertes utilizados durante el ciclo de lavado.

### Productos usados en lavavajillas
Detergentes

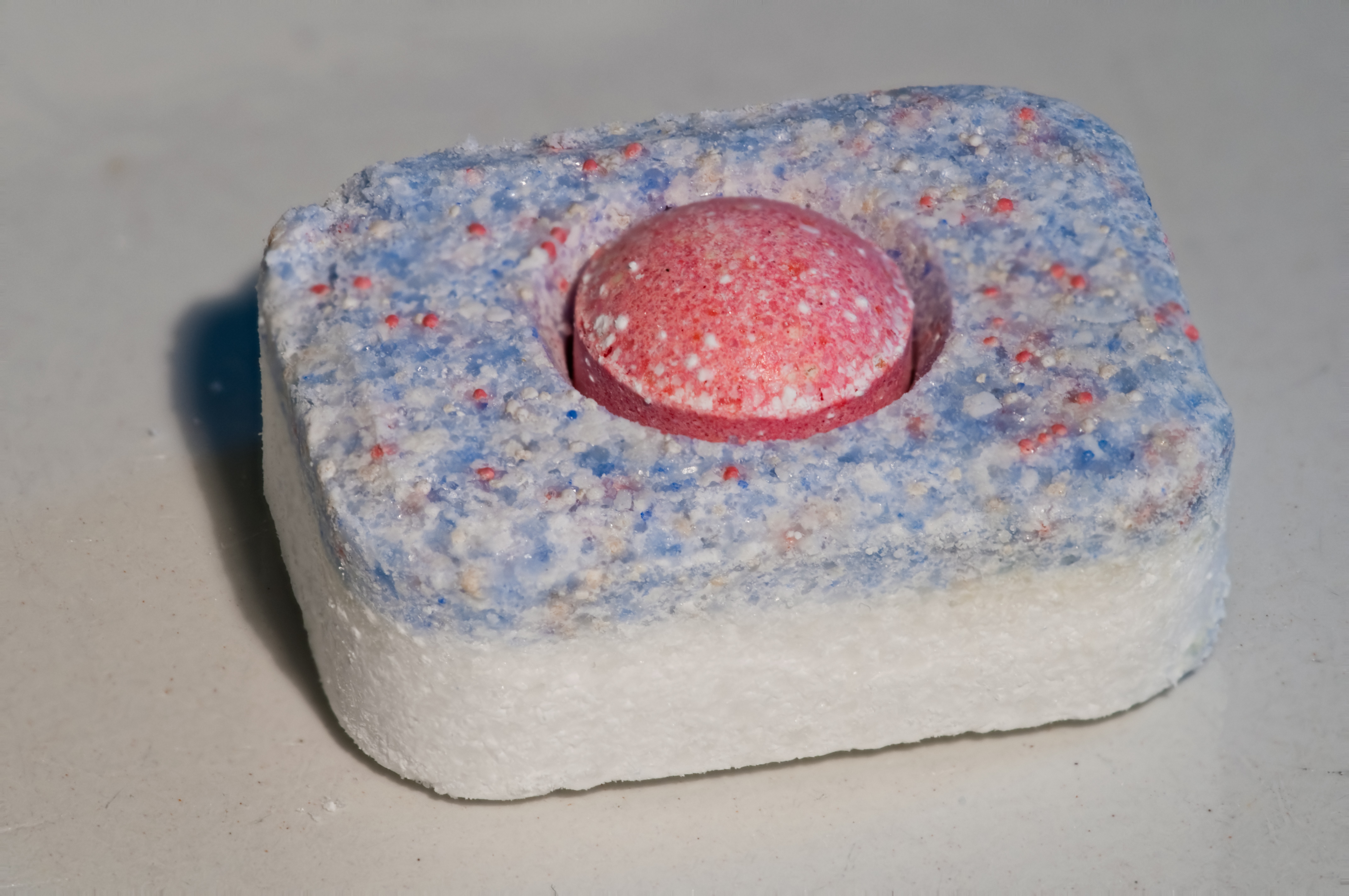
Una pastilla de detergente para lavavajillas.

Los lavavajillas están diseñados para funcionar con un detergente para lavavajillas especialmente formulado. Con el paso del tiempo, muchas regiones han prohibido el uso de fosfatos en el detergente y compuestos a base de fósforo. Antes se utilizaban porque tienen propiedades que ayudan a una limpieza eficaz. La preocupación era el aumento de florecimiento de algas en los cursos de agua causado por el aumento de los niveles de fosfato (véase eutrofización). Diecisiete estados de EE. UU. tienen prohibiciones parciales o totales del uso de fosfatos en el detergente para platos, y dos estados de EE. UU. (Maryland y New York) prohíben los fosfatos en los lavavajillas comerciales. Las empresas de detergentes alegaron que no es rentable fabricar lotes separados de detergente para los estados con prohibiciones de fosfatos, por lo que la mayoría han eliminado voluntariamente los fosfatos de todos los detergentes para lavavajillas.
Abrillantadores
Además, los abrillantadores han contenido nonilfenol y etoxilatos de nonilfenol. Estos han sido prohibidos en la Unión Europea por la Directiva 76/769/CEE de la UE.
Descalcificadores
En algunas regiones, dependiendo de la dureza del agua, un lavavajillas puede funcionar mejor con el uso de una sal para lavavajillas.

### Secado
El calor del interior del lavavajillas seca el contenido después del último aclarado caliente. Los lavavajillas norteamericanos tienden a utilizar el secado asistido por calor a través de un elemento expuesto que tiende a ser menos eficiente. Las máquinas europeas y algunas norteamericanas de gama alta utilizan métodos pasivos para el secado: un interior de acero inoxidable ayuda a este proceso y algunos modelos utilizan tecnología de intercambio de calor entre la piel interior y exterior de la máquina para enfriar las paredes del interior y acelerar el secado. Algunos lavavajillas emplean desecantes, como la zeolita, que al principio del lavado se calientan, se secan y crean vapor que calienta los platos, y luego se enfrían durante el ciclo de secado, que vuelve a absorber la humedad, lo que supone un importante ahorro de energía.
Los artículos de plástico y antiadherentes forman gotas de menor superficie y pueden no secarse correctamente en comparación con la porcelana y el vidrio, que además almacenan más calor que evapora mejor la poca agua que queda en ellos. Algunos lavavajillas incorporan un ventilador para mejorar el secado. Los lavavajillas más antiguos con una resistencia visible (en la parte inferior del mueble de lavado, debajo de la cesta inferior) pueden utilizar la resistencia para mejorar el secado; sin embargo, esto consume más energía.
Sin embargo, lo más importante es que en el último aclarado se añade una pequeña cantidad de abrillantador al agua caliente, que es un detergente suave que mejora el secado de forma significativa al reducir la tensión superficial inherente al agua, de modo que ésta se escurre en su mayor parte, mejorando en gran medida el secado de todos los artículos, incluidos los de plástico.
La mayoría de los lavavajillas cuentan con un sensor de secado y, como tal, un ciclo de lavado de vajilla se considera siempre completo cuando un indicador de secado, normalmente en forma de una luz de "fin" iluminada, o en modelos más modernos en una pantalla digital o un sonido audible, muestra al operador que el ciclo de lavado y secado ha terminado.
Los organismos gubernamentales de EE. UU. suelen recomendar el secado de la vajilla al aire, desactivando o deteniendo el ciclo de secado para ahorrar energía.